# Saint-Michel-de-Chavaignes

Saint-Michel-de-Chavaignes este o comună în departamentul Sarthe, Franța. În 2009 avea o populație de 795 de locuitori.